# Liste des films soviétiques sortis en 1960
Cet article présente une liste de films produits en Union soviétique en 1960.

## 1960
Les titres en français sont en grande majorité des traductions et non les titres attribués par les distributeurs dans les pays francophones.
Pour le classement annuel, la liste des titres a été établie en se basant sur les répertoires des pages Wikipédia en russe documentées par Longs métrages soviétiques. Catalogue annoté complétées par les listes des sites «kino-teatr» et «kinopoisk» d'où le nombre important de films que l'on trouve dans les références.
Pour les titres où l'on manque de précisions, seule l'année est indiquée : année de réalisation, année de sortie ou les deux ?. Bien que cela puisse paraître superflu, 1960 est inscrit pour chacun de ces titres pour montrer que la vérification a été faite.
On remarque que, la plupart du temps, il n'y a pas de première pour les courts métrages ainsi que pour les dessins animés et les documentaires de courte durée.
| Titre                                                                      | Titre original                                                                  | Date de sortie                           | Réalisateur |
| -------------------------------------------------------------------------- | ------------------------------------------------------------------------------- | ---------------------------------------- | --- |
| L'Abîme (film, 1958)                                                       | ru:Пучина (фильм, 1958)                                                         | 4 janvier 1960                           | Iouri Aleksandrovitch Mouzykant (ru) et Antonine Nikolaïevitch Daousson                                          |
| L'Acteur Ïoller                                                            | ru:Актёр Йоллер                                                                 | 28 aout 1960 à la télévision à Tallinn   | Virve Aleksandrovna Arouïa (ru)                                                                                  |
| Âme chaude                                                                 | ru:Горячая душа                                                                 | 9 février 1960                           | Evgueni Konstantinovitch Nemtchenko (ru)                                                                         |
| Les Âmes mortes (film, 1960)                                               | ru:Мёртвые души (фильм, 1960)                                                   | 15 mai 1960                              | Leonid Trauberg                                                                                                  |
| Amis et camarades (film)                                                   | ru:Друзья-товарищи (фильм)                                                      | 24 mars 1960                             | Valentine Pavlovitch Pavlovski                                                                                   |
| L'amour doit être chéri                                                    | ru:Любовью надо дорожить                                                        | 16 janvier 1960                          | Sergueï Ivanovich Splochnov (ru)                                                                                 |
| Aniouta (court métrage)                                                    | ru:Анюта ( короткометражка)                                                     | 28 janvier 1960                          | Meri Ivlnanovna Andjaparidze (ru)                                                                                |
| L'Aspirant Panine                                                          | ru:Мичман Панин                                                                 | 25 mai 1960                              | Mikhaïl Schweitzer                                                                                               |
| À tout prix                                                                | ru:любой ценой (1959)                                                           | 12 septembre 1960                        | Anatoli Alekseïevitch Slessarenko (ru)                                                                           |
| Attendez les lettres                                                       | ru:Ждите писем                                                                  | 18 septembre 1960                        | Youli Karassik                                                                                                   |
| Au seuil de la vie (film, 1959) ou Où est ton bonheur Mzia?                | ru:На пороге жизни (фильм, 1959) Или Где твое счастье, Мзия?                    | 19 mai 1960                              | Konstantine Konstantinovitch Pipinachvili (ru)                                                                   |
| Au sujet de la chèvre                                                      | ru:Про козла                                                                    | 1960                                     | Iossif Iakovlevitch Boïarski (ru), Vadim Kourtchevski                                                            |
| Les Aventures de Molla                                                     | ru:Приключения моллы                                                            | 1960                                     | Gassan Sassanpour                                                                                                |
| Les Aventures de Pinocchio (dessin animé)                                  | ru:Приключения Буратино (мультфильм)                                            | 4 janvier 1960                           | Dmitri Naoumovitch Babitchenko (ru) et Ivan Ivanov-Vano                                                          |
| Aygun (film, 1960)                                                         | ru:Айгюн (фильм, 1960)                                                          | 28 décembre 1960 en diffusion restreinte | Kiamil Aslan Ogly Roustambekov                                                                                   |
| Le Bateau volant (film, 1960)                                              | ru:Летающий корабль (фильм, 1960)                                               | 13 novembre 1960                         | Artour Iossifovitch Voïtetski (ru) et Mikhaïl Aleksandrovitch Iouferov (ru)                                      |
| La Berceuse (film, 1960)                                                   | ru:Колыбельная (фильм, 1959)                                                    | 25 avril 1960                            | Mikhaïl Kalik |
| C'était au printemps                                                       | ru:Это было весной                                                              | 6 juillet 1960                           | Artour Iossifovitch Voïtetski (ru) et Karl Alfredovitch Gakkel (ru)                                              |
| Chanson de la grue (film ballet)                                           | ru:Журавлиная песнь                                                             | 25 avril 1960                            | Nina Aleksandrovna Anissimova (ru), Oleg Pavlovitch Nikolaïevski (ru) et Edouard Adolfovitch Pentsline (ru)      |
| Chanson interrompue                                                        | ru:Прерванная песня                                                             | 7 décembre 1960                          | Nikolaï Konstantinovitch Sanichvili (ru)                                                                         |
| Le Chasseur (téléfilm)                                                     | ru:Егерь (фильм, 1959)                                                          | 1er janvier 1960                         | Guerman Vladimirovitch Livanov                                                                                   |
| Comment Ivan Ivanovitch s'est disputé avec Ivan Nikiforovitch (film, 1959) | ru:Как поссорился Иван Иванович с Иваном Никифоровичем (фильм, 1959)            | 7 juillet 1960                           | Vladimir Efimovitch Karassiov (ru)                                                                               |
| Conte de fées avec neige (film)                                            | ru:Снежная сказка (фильм)                                                       | 20 mars 1960                             | Alekseï Nikolaïevitch Sakharov (ru) et Eldar Chenguelaia                                                         |
| Conte de nuit (film, 1960)                                                 | ru:Ночная сказка (фильм,1960)                                                   | 3 novembre 1960                          | Gueorgui Iliodorovitch Tsvetkov                                                                                  |
| Conte des jeunes mariés                                                    | ru:Повесть о молодожёнах                                                        | 19 février 1960                          | Sergueï Ilitch Sideliov (ru)                                                                                     |
| Conte du Nord (film)                                                       | ru:Северная повесть (фильм)                                                     | 28 novembre 1960                         | Evgueni Nikolaïevitch Andrikanis (ru)                                                                            |
| Contemporain du siècle                                                     | ru:Ровесник века                                                                | 3 novembre 1960                          | Samson Samsonov                                                                                                  |
| Couche puissante,                                                          | ru:Мощный пласт (фильм, 1960)                                                   | 1960                                     | Evgueni Firsovitch Cherstobitov (ru) et Damir Ismaïlovitch Salimov (ru)                                          |
| La Dame au petit chien (film)                                              | ru:Дама с собачкой (фильм)                                                      | 28 janvier 1960                          | Iossif Kheifitz                                                                                                  |
| La Dame de Pique (film-opéra, 1960)                                        | ru:Пиковая дама (фильм-опера, 1960)                                             | 27 octobre 1960                          | Roman Tikhomirov                                                                                                 |
| De cour en cour                                                            | ru:От двора ко двору                                                            | 28 juin 1960                             | Otar Davidovitch Abesadze (ru) et Merab Artchilovitch Kokotchachvili (ru)                                        |
| Démon (film-opéra)                                                         | ru:Демон (фильм-опера)                                                          | 1960                                     | Vitali Dmitrievitch Golovine                                                                                     |
| Dent de requin                                                             | ru:Зуб акулы                                                                    | 20 juin 1960                             | Chalva Mikhaïlovitch Guedevanichvili (ru)                                                                        |
| Dernier jour, premier jour                                                 | ru:День последний, день первый                                                  | 12 juillet 1960                          | Semion Vissarionovitch Dolidze (ru)                                                                              |
| Des gens sur le pont                                                       | ru:Люди на мосту                                                                | 9 janvier 1960                           | Alexandre Zarkhi                                                                                                 |
| Deuxième floraison                                                         | ru:Второе цветение                                                              | 23 mai 1960                              | Latif Fayziyev (uz)                                                                                              |
| Différentes Roues                                                          | ru:Разные колёса                                                                | 1960                                     | Leonid Alekseïevitch Amalrik (ru)                                                                                |
| La Douce (film, 1960)                                                      | ru:Кроткая (фильм, 1960)                                                        | 12 octobre 1960                          | Alexandre Borissov                                                                                               |
| Drame (téléfilm)                                                           | ru:Драма (фильм)                                                                | 1er janvier 1960                         | Guerman Vladimirovitch Livanov                                                                                   |
| Du pain et des roses (film, 1960)                                          | ru:Хлеб и розы (фильм, 1960)                                                    | 2 novembre 1960                          | Fiodor Ivanovitch Filippov (ru)                                                                                  |
| L'Echo (film, 1959)                                                        | ru:Эхо (фильм,1959)                                                             | 16 mai 1960                              | Varis Biernovitch Krouminch                                                                                      |
| Effondrement (film, 1959)                                                  | ru:Обвал                                                                        | 30 mars 1960 à Erevan                    | Grigori Alekseïevitch Sarkissov                                                                                  |
| L'Epée et la rose                                                          | ru:Меч и роза                                                                   | 7 juin 1960                              | Leonīds Leimanis (lv)                                                                                            |
| Eugénie Grandet (film, 1960)                                               | ru:Евгения Гранде (фильм, 1960)                                                 | 25 mai 1960                              | Sergueï Petrovitch Alekseïev (ru)                                                                                |
| Fille du Tien Chan                                                         | ru:Девушка Тянь-Шаня                                                            | 10 octobre 1960 à Frounzé                | Alekseï Iakovlevitch Otchkine (ru)                                                                               |
| Fils d'Iriston                                                             | ru:Сын Иристона                                                                 | 19 janvier 1960                          | Vladimir Aleksandrovitch Tchebotariov (ru)                                                                       |
| Fin du marais noir                                                         | ru:Конец Чёрной топи                                                            | 1960                                     | Vladimir Dmitrievitch Deggiariov (ru)                                                                            |
| Le Fourgon vert (film, 1959)                                               | ru:Зелёный фургон (фильм, 1959)                                                 | 26 mars 1960                             | Guenrik Saoulovitch Gabaï (ru)                                                                                   |
| Fourkat (film, 1959)                                                       | ru:Фуркат                                                                       | 21 novembre 1960                         | Yoʻldosh Aʼzamov                                                                                                 |
| Les Frères Erchov                                                          | ru:Братья Ершовы                                                                | 1960                                     | Sergueï Arsenievitch Maïorov (ru)                                                                                |
| Les Garçons (film, 1959)                                                   | ru:Мальчики (фильм, 1958)                                                       | 21 février 1960 à Kharkov                | Soulamif Moïseïevna Tsyboulnik (ru)                                                                              |
| Les Gars de Kanonersky                                                     | ru:Ребята с Канонерского                                                        | 25 aout 1960                             | Mikhaïl Grigorievitch Chapiro (ru)                                                                               |
| Génération enregistrée                                                     | ru:Спасённое поколение                                                          | 4 janvier 1960                           | Iouri Sergueïevitch Pobedonostsev (ru)                                                                           |
| Les Gens de la rivière bleue                                               | ru:Люди голубых рек                                                             | 29 janvier 1960                          | Andreï Nikolaïevitch Apsolon (ru)                                                                                |
| Gouchtchak de Rio de Janeiro                                               | ru:Гущак из Рио-де-Жанейро                                                      | 6 aout 1960                              | Aleksandr Aleksandrovitch Chtaden                                                                                |
| Grand-père Guiguia                                                         | ru:Дедушка Гигия (1960)                                                         | 20 aout 1960                             | Zakarian Levanovitch Goudavadze                                                                                  |
| Grigori Skovoroda (film, 1958)                                             | ru:Григорий Сковорода (фильм)                                                   | 15 mars 1960                             | Ivan Kavaléridzé                                                                                                 |
| Les Héritiers (film, 1960)                                                 | ru:Наследники (фильм, 1960)                                                     | 12 novembre 1960                         | Timofeï Vassilievitch Levtchouk (ru)                                                                             |
| Héros vivants                                                              | ru:Живые герои                                                                  | 9 novembre 1960                          | Arūnas Žebriūnas, Vytautas Žalakevičius, Balys Bratkauskas (lt) et Marijonas Giedrys (lt)                        |
| L'homme qui change de peau (film, 1959)                                    | ru:Человек меняет кожу (фильм, 1959)                                            | 30 mai 1960                              | Rafaïl Iakovlevitch Perelchteïn (ru)                                                                             |
| Iacha Toporkov                                                             | ru:Яша Топорков                                                                 | 10 mai 1960                              | Evgueni Efimovitch Karelov (ru)                                                                                  |
| Il est interdit de traverser le pont                                       | ru:Мост перейти нельзя                                                          | 19 octobre 1960                          | Teodor Iourievitch Voulfovitch (ru) et Nikita Fiodorovitch Kourikhine (ru)                                       |
| Il est temps que mon fils se marie                                         | ru:Сыну пора жениться                                                           | 6 juillet 1960                           | Takhir Moukhtarovitch Sabirov (ru)                                                                               |
| Ils étaient dix-neuf...                                                    | ru:Им было девятнадцать...                                                      | 13 novembre 1960                         | Vladimir Aleksandrovitch Kotchetov (ru)                                                                          |
| Il était une fois un gars                                                  | ru:Жил-был мальчик                                                              | 22 novembre 1960                         | Emil Loteanu |
| Ivanna (film)                                                              | ru:Иванна (фильм)                                                               | 14 avril 1960                            | Viktor Illarionovitch Ivtchenko (ru)                                                                             |
| J'ai dessiné un homme                                                      | ru:Человечка нарисовал я                                                        | 1960                                     | Valentina Semionovna Broumberg (ru), Zinaïda Semionovna Broumberg (ru) et Valentine Gueoruievitch Lalaïants (ru) |
| Jinikh                                                                     | ru:Жиних                                                                        | 1er janvier 1960                         | Elem Klimov |
| Katia-Katioucha                                                            | ru:Катя-Катюша                                                                  | 25 avril 1960                            | Grigori Iossifovitch Lipchits (ru)                                                                               |
| Laisse-le briller                                                          | ru:Пусть светит                                                                 | 7 novembre 1960                          | Ievgueni Iefimovitch Karelov (ru)                                                                                |
| La Lettre inachevée (film, 1960)                                           | ru:Неотправленное письмо                                                        | 27 juin 1960                             | Mikhaïl Kalatozov                                                                                                |
| Lisez et partez pour Paris et pour la Chine                                | ru:Прочти и катай в Париж и Китай                                               | 1960                                     | Teodor Zakharovitch Bounimovitch (ru) et Anatoli Gueorguievitch Karanovitch (ru)                                 |
| Loin de la patrie                                                          | ru:Вдали от Родины                                                              | 17 juin 1960                             | Alekseï Filimonovitch Chvatchko (ru)                                                                             |
| Luciole n° 1                                                               | ru:Светлячок № 1                                                                | 1960                                     | Dmitri Naoumovitch Babitchenko (ru)                                                                              |
| Macha et l'ours (dessin animé)                                             | ru:Машенька и медведь (мультфильм)                                              | 1960                                     | Roman Katchanov                                                                                                  |
| Maïa de Tskneti                                                            | ru:Майя из Цхнети                                                               | 20 février 1960                          | Revaz Tchkheidze                                                                                                 |
| Maison (film, 1960)                                                        | ru:Домой! (фильм)                                                               | 3 novembre 1960                          | Aleksandr Abramovitch Abramov (ru)                                                                               |
| La Maison dorée (film)                                                     | ru:Золотой дом (фильм)                                                          | 19 avril 1960                            | Vladimir Bassov                                                                                                  |
| Manana (film)                                                              | ru:Манана                                                                       | 8 février 1960                           | Zakharia Levanovitch Goudavadze et Chalva Martachvili                                                            |
| Le Manteau (film, 1959)                                                    | ru:Шинель (фильм, 1959)                                                         | 2 février 1960                           | Alexeï Batalov                                                                                                   |
| Maria Iskousnitsa                                                          | ru:Марья-искусница                                                              | 20 mars 1960                             | Alexandre Rou |
| Mateo Falcone (film, 1960)                                                 | ru:Маттео Фальконе (фильм)                                                      | 3 janvier 1960                           | Tofiq Taghizadeh                                                                                                 |
| Mélodies de la Néva (comédie musicale)                                     | ru:Невские мелодии                                                              | 3 mai 1960                               | Iossif Solomonovitch Chapiro (ru)                                                                                |
| Miraculeux (film)                                                          | ru:Чудотворная (фильм)                                                          | 13 décembre 1960                         | Vladimir Nikolaïevitch Skouïbine (ru)                                                                            |
| Moine capturé                                                              | ru:Пойманный монах                                                              | 4 juillet 1960                           | Grigori Gueorguievitch Nikouline (ru)                                                                            |
| La Mouche-Tsokotoukha                                                      | ru:Муха-Цокотуха (мультфильм, 1960)                                             | 21 juin 1960                             | Boris Petrovitch Diojkine (ru) et Vladimir Grigorievitch Souteïev (ru)                                           |
| Mourzilka et un géant                                                      | ru:Мурзилка и великан                                                           | 8 décembre 1960                          | Piotr Nikolaïevitch Nossov (ru)                                                                                  |
| Mourzilka sur satellite                                                    | ru:Мурзилка на спутнике                                                         | 1960                                     | Evgueni Nikolaïevitch Raïkovski (ru) et Boris Pavlovitch Stepantsev                                              |
| Nasreddine à Khodjent, ou le prince charmant                               | ru:Насреддин в Ходженте, или Очарованный принц                                  | 14 mars 1960                             | Erazm Aleksandrovitch Karamian (ru) et Amo Bek-Nazarov                                                           |
| Normandie-Niémen (film)                                                    | ru:Нормандия — Неман                                                            | 9 mars 1960                              | Jean Dréville et Damir Alekseïevitch Viatitch-Berejnykh (ru)                                                     |
| Les Nuits blanches (film)                                                  | ru:Белые ночи (фильм, 1959)                                                     | 19 février 1960                          | Ivan Pyriev |
| Œuvre (film) (court métrage)                                               | ru:Произведение искусства (фильм)                                               | 21 janvier 1960                          | Mark Petrovitch Kovaliov                                                                                         |
| Оleksa Dovbouch                                                            | ru:Олекса Довбуш (фильм)                                                        | 14 novembre 1960                         | Viktor Mikhaïlovitch Ivanov (ru)                                                                                 |
| Orages de printemps (film)                                                 | ru:Весенние грозы (фильм)                                                       | 5 aout 1960                              | Nikolaï Nikolaïevitch Figourovski (ru)                                                                           |
| Où est ton bonheur, Mzia? ou Au seuil de la vie                            | ru:Где твое счастье, Мзия?                                                      | 19 mai 1960                              | Konstantin Konstantinovich Pipinashvili (ka)                                                                     |
| Pêcheurs d'éponges (film, 1960)                                            | ru:Ловцы губок (фильм 1960)                                                     | 28 novembre 1960                         | Manos Zakharias (ru)                                                                                             |
| Pereslavl-Zalesski (documentaire)                                          | ru:Переславль-Залесский (фильм)                                                 | 1960                                     | Création d'un large collectif                                                                                    |
| La Photographie perdue                                                     | ru:Потерянная фотография                                                        | 12 mai 1960                              | Lev Koulidjanov                                                                                                  |
| Pierres multicolores                                                       | ru:Разноцветные камешки                                                         | 20 décembre 1960                         | Sergueï Mikaelian                                                                                                |
| Le Poulain (film) (court métrage)                                          | ru:Жеребёнок (фильм)                                                            | 20 mars 1960                             | Vladimir Fetine                                                                                                  |
| Premier rendez-vous (film)                                                 | ru:Первое свидание (фильм)                                                      | 13 juin 1960                             | Iskra Leonidovna Babitch (ru)                                                                                    |
| Premiers essais (1er épisode)                                              | ru:Первые испытания                                                             | 28 juillet 1960                          | Vladimir Vladimirovitch Korch-Sabline (ru)                                                                       |
| Le Printemps des jeunes filles                                             | ru:Девичья весна                                                                | 14 mai 1960                              | Veniamine Dorman et Guenrikh Oganessian                                                                          |
| Probation (film, 1960)                                                     | ru:Испытательный срок (фильм, 1960)                                             | 24 octobre 1960                          | Vladimir Ivanovitch Guerassimov (ru)                                                                             |
| Le Problème d'un autre (film, 1960)                                        | ru:Чужая беда (фильм, 1960)                                                     | 29 décembre 1960                         | Ian Frid |
| Quand les roses fleurissent                                                | ru:Когда цветут розы                                                            | 4 octobre 1960                           | Kamil Yarmatov                                                                                                   |
| Rebondissements coquins                                                    | ru:Озорные повороты                                                             | 26 mars 1960                             | Kalio Karlovitch Kiïsk (ru) et Iouli Mikhaïlovitch Koun (ru)                                                     |
| Récifs sous-marins                                                         | ru:Подводные рифы                                                               | 21 novembre 1960                         | Viktor Petrovitch Nevejine                                                                                       |
| Résurrection (film, 1960)                                                  | ru:Воскресение (фильм, 1960)                                                    | 20 novembre 1960 (1re partie)            | Mikhaïl Schweitzer                                                                                               |
| Les rêves deviennent réalité (film, 1959)                                  | ru:Мечты сбываются (фильм, 1959)                                                | 12 juillet 1960                          | Mikhaïl Borissovitch Viniarski (ru)                                                                              |
| La route va au loin                                                        | ru:Дорога уходит вдаль                                                          | 15 mai 1960                              | Anatoli Timofeïevitch Vekhotko (ru)                                                                              |
| Le sang humain n'est pas de l'eau                                          | ru:Кровь людская — не водица                                                    | 14 novembre 1960                         | Nikolaï Konstantinovitch Makarenko (ru)                                                                          |
| Sauvez nos âmes (film, 1960)                                               | ru:Спасите наши души (фильм, 1960)                                              | 25 juillet 1960                          | Alekseï Aleksandrovitch Michourine (ru)                                                                          |
| Sayat-Nova (téléfilm, 1960)                                                | ru:Саят-Новa (Телефильм, 1960)                                                  | 1960                                     | Kim Gourguenovitch Arzoumanian                                                                                   |
| Le Secret de Dimki Karmia                                                  | ru:Тайна Димки Кармия                                                           | 20 décembre 1960                         | Boris Mikhaïlovitch Mitiakine                                                                                    |
| Le Secret de la parentalité                                                | ru:Секрет воспитания                                                            | 1960                                     | Grigori Zakharovitch Lomidze (ru)                                                                                |
| Secret VIP                                                                 | ru:Тайна ВИП (фильм, 1960)                                                      | janvier 1960                             | Boris Lavrentievitch Azarov                                                                                      |
| Serioja (film)                                                             | ru:Серёжа (фильм)                                                               | 12 aout 1960                             | Gueorgui Danielia et Igor Talankine                                                                              |
| Sinistre Vangour (film)                                                    | ru:Хмурый Вангур (фильм)                                                        | 22 aout 1960                             | Anatoli Alekseïevitch Doudorov (ru)                                                                              |
| Soif (film, 1959)                                                          | ru:Жажда (фильм, 1959)                                                          | 2 février 1960                           | Evgueni Tachkov                                                                                                  |
| Soldat (film)                                                              | ru:Солдатка (фильм)                                                             | 5 mars 1960                              | Vladimir Terentievitch Denissenko (ru)                                                                           |
| Sonate de Beethoven                                                        | ru:Соната Бетховена                                                             | 17 avril 1960                            | Vladimir Mikhaïlovitch Gorikker (ru)                                                                             |
| Sous la pluie et au soleil                                                 | ru:В дождь и в солнце                                                           | 4 octobre 1960                           | Herbert Rappaport                                                                                                |
| Souvenir russe                                                             | ru:Русский сувенир                                                              | 27 juin 1960                             | Grigori Alexandrov                                                                                               |
| Les stars se rencontrent à Moscou                                          | ru:Звёзды встречаются в Москве                                                  | 21 janvier 1960                          | Vassili Vassilievitch Katanian (ru)                                                                              |
| Tavria (film)                                                              | ru:Таврия (фильм)                                                               | septembre 1960                           | Iouri Semionovitch Lyssenko (ru)                                                                                 |
| Tchernomorotchka (film)                                                    | ru:Черноморочка (фильм)                                                         | 25 avril 1960                            | Alekseï Aleksandrovitch Korenev (ru)                                                                             |
| Tcholpon - Étoile du matin                                                 | ru:Чолпон — утренняя звезда                                                     | 27 janvier 1960                          | Roman Tikhomirov                                                                                                 |
| Terres défrichées (film, 1959-1961)                                        | ru:Поднятая целина (фильм, 1959—1961)                                           | 27 avril 1960                            | Aleksandr Gavrilovitch Ivanov (ru)                                                                               |
| Le Théâtre né de la révolution                                             | ru:Театр, рождённый революцией                                                  | 18 mai 1960                              | Andreï Aleksandrovitch Tchiguinski (ru)                                                                          |
| Tout commence sur la route                                                 | ru:Всё начинается с дороги                                                      | 3 septembre 1960                         | Nikolaï Vladimirovitch Dostal (ru) et Villen Abramovitch Azarov (ru)                                             |
| Le Treizième Vol                                                           | ru:Тринадцатый рейс                                                             | 1er mai 1960                             | Ivan Semionovitch Aksentchouk (ru)                                                                               |
| Trois Fois ressuscité                                                      | ru:Трижды воскресший                                                            | 17 juillet 1960                          | Leonid Gaïdaï |
| Troisièmement, pathétique                                                  | ru:Третья, патетическая                                                         | 5 décembre 1960                          | Ivan Fiodorovitch Iermakov (1898-1973) et Vladimir Nikolaïevitch Karpov (1931-2011)                              |
| Un moineau qui ne boit pas                                                 | ru:Непьющий воробей                                                             | 1960                                     | Leonid Alekseïevitch Amalrik (ru)                                                                                |
| Une créature sans défense                                                  | ru:Беззащитное существо фильм, 1960                                             | 17 juillet 1960                          | Matveï Izraïlevitch Volodarski (ru)                                                                              |
| Une fille positive                                                         | ru:Положительная девочка                                                        | 2 décembre 1960                          | Mikhaïl Savelievitch Gavronski (ru)                                                                              |
| Une histoire étrange (film, 1960)                                          | ru:Необыкновенное происшествие (фильм, 1960) Или Странная история (фильм, 1960) | 1er janvier 1960                         | Şua Şeyxov (az)                                                                                                  |
| Une histoire simple (film, 1960)                                           | ru:Простая история (фильм, 1960)                                                | 24 septembre 1960                        | Iouri Egorov |
| Les nuages quittent le ciel                                                | ru:Тучи покидают небо                                                           | 19 janvier 1960                          | Nikolaï Fedorovitch Joukov et Nikolaï Demianovitch Polenkov                                                      |
| Une nuit (film, 1959)                                                      | ru:Однажды ночью (фильм, 1959)                                                  | février 1960 à Alma-Ata                  | Emir Ibraguimovitch Faïk (ru) et Aleksandr Guintsbourg                                                           |
| Une nuit blanche (film, 1960)                                              | ru:Бессонная ночь (фильм, 1960)                                                 | 23 mai 1960                              | Isidore Annenski                                                                                                 |
| Vainqueur (film, 1960)                                                     | ru:Победитель (фильм, 1960)                                                     | 10 janvier 1961                          | Viktor Aleksandrovitch Sadovski (ru)                                                                             |
| Vanka (court métrage)                                                      | ru:Ванька (фильм 1959) (короткометражка)                                        | 12 février 1960                          | Edouard Nikandrovitch Botcharov (ru)                                                                             |
| Vengeance (court métrage, 1959)                                            | ru:Месть (короткометражка, 1959)                                                | 29 janvier 1960                          | Irina Poplavskaïa                                                                                                |
| Vers l'aube (film)                                                         | ru:Заре навстречу (фильм)                                                       | 19 avril 1960                            | Tatiana Nikolaïevna Loukachevitch (ru)                                                                           |
| Vintik et Chpountik sont de drôles de maîtres                              | ru:Винтик и Шпунтик — весёлые мастера                                           | 1960                                     | Piotr Nikolaïevitch Nossov (ru)                                                                                  |
| Virage serré devant                                                        | ru:Впереди — крутой поворот                                                     | 6 décembre 1960                          | Richard Viktorov                                                                                                 |
| Vol du matin (court métrage)                                               | ru:Утренний рейс                                                                | 17 avril 1960                            | Manos Zakharias (ru)                                                                                             |